# Дзержинський район (Мінська область)
Дзержи́нський райо́н — адміністративна одиниця Білорусі, Мінська область.

## Відомі особистості
В поселенні народився:
- Крилович Володимир Миколайович (1895—1937) — білоруський актор (с. Криловичі).

| Білорусь | Це незавершена стаття з географії Білорусі. Ви можете допомогти проєкту, виправивши або дописавши її. |